# Walter Bardgett
Walter Edward Bardgett (* 25. September 1932 in Paget; † 19. Oktober 2020) war ein bermudischer Schwimmer.

## Biografie
Walter Bardgett startete bei den Olympischen Sommerspielen 1948 in London im 400 m Freistil-Rennen, schied jedoch im Vorlauf aus. Im 4 × 100 m Freistil-Staffelrennen wurde die bermudische Staffel, der er angehörte disqualifiziert.
Bei seiner zweiten Olympiateilnahme in Helsinki 1952 startete er über 100, 400 und 1500 m Freistil.